# فاليري جروميلين
فاليري جروميلين حليمي (بالإنجليزية: Valérie Grumelin-Halimi)‏ (مواليد 1961 في ليل) أخصائية علاجية وكاتبة فرنسية تعيش وتعمل في باريس. تكتب عن مواضيع تشكل جزءًا من مجال خبرتها كأخصائية نفسية/معالجة نفسية، لكن أعمالها مخصصة لعامة الناس. وهي تعتقد أنه ينبغي تبسيط نظريات التحليل النفسي وإتاحتها للجمهور بشكل عام حتى يتمكنوا من الاستفادة منها عمليًا لحل مشاكلهم حتى بدون تدخل أخصائي.